# 광주일보
광주일보(光州日報)는 광주광역시·전라남도 지역의 지방지이다. 이 신문은 이전 두 신문의 통합으로 인하여 만들어진 신문이다.

## 역사
1952년 2월 10일 전남일보를 창간하였다. 1960년 9월 26일 전남매일신문을 창간하였다. 1971년 전일방송을 개국하였으며 1980년 11월 30일 언론통폐합으로 인해 구 전남일보와 전남매일신문은 광주일보로 통합되었고, 전일방송은 KBS광주방송총국에 강제로 흡수되었다. 1994년에 1회 무등기 전국고등학교 야구대회를 개최하였다. 2004년에는 금남로3가로 사옥을 이전했다.
현재 주최하는 문화행사는 호남예술제, 3·1절 기념 마라톤대회, 무등기 전국고등학교 야구대회가 있다.

## 변천
- 초대 회장 - 심상우(沈相宇)[1]
- 초대 대표이사 - 김종태(金宗太) 선임
- 편집국장 - 마삼렬(馬三烈)
- 통합 당시 사옥은 광주시 동구 광산동 78번지의 전남매일신문사 사옥이었으나, 1982년 3월 20일 금남로1가 1번지 구 전남일보사 사옥인 전일빌딩으로 이전하였다.

## 같이 보기
- 무등기 전국고교야구대회